# ガザC
- 機動戦士Ζガンダム > ネオ・ジオンの機動兵器 > ガザC
- 機動戦士ガンダムΖΖ > ネオ・ジオンの機動兵器 > ガザC

ガザC（ガザ・シー、GAZA-C）は、「ガンダムシリーズ」のうち宇宙世紀を舞台とする作品に登場する架空の兵器。有人操縦式の人型機動兵器「モビルスーツ (MS)」の一つ。初出は、1985年放送のテレビアニメ『機動戦士Ζガンダム』。
作中の軍事勢力の一つ「アクシズ」（のちのネオ・ジオン軍）の量産機。通常の人型を外れた独特の形状が特徴で、MS形態時の脚部を大型のマニピュレーターとしたモビルアーマー (MA) 形態に変形する可変MS。作業機をベースとしていることから性能は低いが、集団を組んでの砲撃戦では高い威力を発揮する。
本記事では、続編である『機動戦士ガンダムΖΖ』に登場する発展機のガザDやガ・ゾウムのほか、外伝作品に登場する関連機種についても解説する。

## デザイン
メカニックデザインは小林誠。雑誌企画『ガンダム・センチネル』では、明貴美加によってあらためてクリーンアップ画稿が描かれた。

## 型式番号
本機の型式番号は『Ζ』放送当時から "MMT-1" と "AMX-003" の2つが設定されており、前者はアクシズ・ナンバー、後者は連邦ナンバーとされていた。なお、設定画にはMMT-1のみ記されていた。
しかし、『ΖΖ』放送当時に発行された書籍では、これらが逆になっているものもある。『センチネル』でも、MMTナンバーはアクシズとティターンズが一時的に協定を結んだ際に登録した連邦ナンバーであるとされた。
それ以外の資料では、当初の設定を踏襲している。プラモデル『HGUC AMX-003 ガザC』付属説明書でも、MMT-1をアクシズでの開発コード、AMX-003を連邦でのアクシズの機動兵器分類のためのものとしている。

## 設定解説
一年戦争終結後にアステロイドベルトの小惑星アクシズに逃げ延びたジオン公国軍残党が、作業用として開発したガザAおよび改良型のガザBをベースに戦闘用として開発した機体。そのため、生産性と整備性は非常に高い。
アクシズの当初の指導者であるマハラジャ・カーンは、居住施設「モウサ」の建設によりアクシズでの永住も視野に入れていたが、彼の死後に方針転換されて地球圏への帰還が決定、これに前後してガザAおよびBの生産設備を流用して本機が開発・生産されることとなる。
旧公国系MSの設計思想は排除され、MAの大推力と重火力をMSに盛り込むため、可変MSとして設計がおこなわれる。そのため、第3世代MSに分類される。しかし航続距離が短いため、そのコンセプトはあくまで支援用兵器とされる。また、機体のデザインに関しても旧公国系のアンデンティティーは除かれ、連邦軍への牽制のためにまったくの異種文明圏のMSとして仕上げられている。
通常のMSがバックパックを装備する位置に長大なメイン・フレームをもち、これに上半身と下半身の各ユニットが接合される独特な構造を採用している。MS形態から、腰を90度前方に折り曲げ、背部のユニットを頭部および胸部中央に被せるようにして機首を形成。脚部をそれぞれ180度回転させて3本爪のマニピュレーターとすることでMA形態となる。この形態でマニピュレーターを本来の脚部として接地した状態は「砲台形態」または「自走砲形態」とも呼ばれる。
MS形態の額部にコックピット・ハッチがあり、MA形態では機首下部のハッチから奥に入る。コックピット自体は腹部にあり、ハイザックと同型の全天周囲モニター・リニアシートが採用されている。頭部モノアイはリック・ディアスと同様の大型のものとなっている。手の甲は円盤型になっており、MA形態時には指を収納する蓋となる。
火力においては旧公国軍のMSを上回るが、運動性は極端に悪く、また機体構造上可動域が制限されているため接近戦は不得意である。耐久性も劣悪であり、鹵獲機を調査したエゥーゴの技師は、3回戦闘をおこなえば空中分解するとまで酷評している。これは、当時のアクシズのパイロットの熟練度が低く格闘戦はほぼ不可能であるため、あえて格闘戦能力をもたせなかったとされ、この決断により本機の生産効率は数倍に跳ね上がっている。
その反面、MSとしての機動性と大型ビーム砲台クラスの火力を併せもつ本機は、いち早く戦闘宙域に到達し、広域に展開して一斉砲撃をおこなうことが可能である。グリプス戦役末期に実戦投入されて一斉砲撃をおこない、エゥーゴとティターンズの双方に甚大な被害を与えたという。練度の低いパイロットと低コストの機体によって高価なMS群を多数撃破したという事実は大きな衝撃となって伝わり、高性能化の一途をたどっていた連邦軍のMS開発は、第一次ネオ・ジオン抗争終結以降は低コストのジム系に焦点がしぼられる。
宇宙世紀0086年から量産開始。可変MSとしては当時の軍事勢力の中でもっとも生産数が多く、その数は100機にのぼるとも、250機とも、推定300機近くともいわれる。グリプス戦役終結後の残存数は80機とされる。なお、生産は同戦役中期に打ち切られている。標準塗装はピンクと紫を基調とする。
武装
ナックル・バスター
本機の主兵装。大型のビーム・ライフルで、出力6.7メガワット。可動式のジョイントおよび動力パイプを介して本兵装用のセンサーが設置されている右胸部ブロックに接続されており、グリップやトリガーはなく銃身に手を添える形となる。必要なエネルギーは機体のジェネレーターから直接供給される。センサーとリンクすることで、パイロットの練度によらず有効な砲撃が可能となっている。MA形態時にはジョイントから外され、機首の右側面に設置される。
ビーム・ガン
MA形態時の武装で、機首先端に2門装備。出力2.3メガワット。当初はビーム・サーベル兼用として開発されるが、低コスト化のため単機能化される。
シールド
「バインダー」とも呼ばれる。両肘関節部にマウントされ、着脱が可能。ある程度の可動域を有するが、剛性面で問題を抱えている。
ビーム・サーベル
シールドの裏側に各1基収納する。出力0.4メガワット。量産性が最優先されているが、標準的な威力は維持している。

### 劇中での活躍
テレビ版『Ζ』第32話で、アステロイドベルトから地球圏に戻ってきたアクシズの主力量産MSとして初登場。その物量でティターンズ艦隊を圧倒する。コロニーレーザーを巡る三つ巴のグリプス戦役最終決戦では、ジュピトリス並びにコロニーレーザーへの攻撃のためキュベレイに多数の当機が追従。パプテマス・シロッコのジ・Oと交戦状態に入るが、百式のメガ・バズーカ・ランチャーによって多数の機体が大破する。
テレビ版初登場時にはハマーン・カーンも本機に搭乗するが、劇場版『機動戦士ΖガンダムII -恋人たち-』では標準塗装ではなく白と紫を基調とした専用機に搭乗する。
『ΖΖ』では、新兵時代のグレミー・トトも搭乗する。グレミーの反乱時は、グレー（あるいはシルバー）に塗装されたグレミー軍所属機が登場する。
『センチネル』では、グワダン級戦艦グワレイを旗艦とする艦隊の所属機としてガザEとともに登場。作中では「カエサル」のコード・ネームで呼ばれている。
小説・アニメ『機動戦士ガンダムUC』では、ジオンカラーに再塗装・袖付きの装飾が施され、「袖付き」の拠点衛星パラオで移動砲台的に使われるほか、小説版ではテニスン艦隊の戦力として稼動している。
漫画『機動戦士ガンダムUC 『袖付き』の機付長は詩詠う』では第7話、第8話に登場。作業用に地球に下ろされた機体で、袖付きの装飾は施されておらず、ナックルバスターが撤去されている。搭乗者はトリントン基地襲撃後にカークス隊基地へ避難してきた敗残兵の一人で、どこかガザCに似た面長な人物。カークス隊基地を襲撃した海賊との戦闘に参加し、同様の経緯で戦闘に参加したドワッジと漫才のようなやり取りを繰り広げる。使える兵装がビーム・ガンのみだったために戦力としては役に立たず、海賊たちのMSに両碗を引きちぎられるなど散々な目に遭うが、その惨状はトリントン基地のディエス中尉とビア中尉にジオン側との共闘を決断させる一因となる。最終的に大破した機体は基地へ放棄されるが、搭乗者は無事脱出に成功する。
漫画『機動戦士ガンダムF90 ファステストフォーミュラ』では、宇宙世紀0115年に宙賊がガザDとともに運用する2機が登場。特殊部隊「ファステストフォーミュラ」との交戦で撃破される。
漫画『機動戦士クロスボーン・ガンダム ゴースト』では、0153年にブラックロー運送が所有するレストアMSの1機として登場。マリア・シティのザンスカール軍に作業用MSとして売り込んでいる。実は偽装としてガザCの外装を取り付けたクロスボーン・ガンダムX-0であり、第30話で偽装を解き、サーカスと交戦している。

## 原型機・試作機

### ガザA
アクシズが開発した作業用の機体（型式番号：AMX-001 / MMT-1）。アクシズを潜伏拠点とするためのモウサ建設に投入される。
『Ζ』および『ΖΖ』放送当時の設定では、宇宙用の作業用ポッドであり、可変機構はないとされていた。
書籍『ENTERTAINMENT BIBLE (EB)』シリーズ（1989年）では、各ブロックの移動で変形し、作業用にMS形態時の脚部を大型のマニピュレーターとする機体で、生産性は極めて高いとされる。後年の書籍『プロジェクトファイル Ζガンダム』（2016年）でも、この設定を踏襲している。
ウェブ企画「A.O.Z Re-Boot」（2017年）において、藤岡建機によって「ガザA（ジオンマーズ仕様）」としてカラー画稿が描かれ、新たな設定も掲載された。開発に当たって堅牢な設計と低コストでの大量生産が可能という条件が課せられ、開発陣は同様の条件での実績があるオッゴの設計を参考に開発を進める。センサーをモノアイ化し、原型機から受け継いだ両肩のドラム・フレームを保護するためシールド状のバインダーが装備される。作業の効率化を図るために両腕のクロー・アームは大型化され、脚部としても使用されるが、変形機構はもたない。カラーリングもオッゴと同様のオレンジ・イエローを基調とする。

#### ガザタイプ試作型
漫画『機動戦士ガンダム C.D.A. 若き彗星の肖像』に登場。アクシズで開発された作業用MSで、フレームが剥き出しの構造となっており、マニピュレーターも物資運搬向けとなっている。単純な構造ながら機動性・運動性が高いため、戦力増強のため戦闘用に改良されることとなる。宇宙での機動試験では必要最小限のバーニアが装備され、テスト・パイロットはのちに「ガザの嵐隊」を結成するパンパ・リダ、ワイム、ビアンが務めている。のちに装甲が強化され、可変機構を採用することでガザシリーズのベース機となる。ガザAおよびBとの関連は不明。

### ガザB
ガザAの改良型（型式番号：AMX-002 / MMT-2 / MMS-002）。『Ζ』および『ΖΖ』放送当時の設定では、ガザAに武装を加えてMS化したものであり、本機の時点でも可変機構はないとされていた。また、『Ζ』放送終了直後に発行されたムックに本機のイラストが掲載されたが、ガザCのMA形態に似た外観となっており、作業用MSとしての性格が強いとされる。
漫画『ダブルフェイク アンダー・ザ・ガンダム』（連載時は「ダブル・フェイク」）の関連企画として『エムジェイ』で連載された「MS90'S」（1989年）において、福地仁によって本機（MS形態）の画稿が描かれた。福地は、MA形態がビグロやグラブロに近くなるように考えたとコメントしているが、ゲーム『SDガンダム GGENERATION-F』（2000年）に登場した際には変形はできなかった。同ゲームでの武装は、右肩から伸びるショルダー・バスターと、ビーム・サーベル。カラーリングは濃淡グリーンを基調とする。
書籍『プロジェクトファイル Ζガンダム』（2016年）では、宇宙世紀0080年代初頭に作業機として実用化されるが、連邦軍との対決が現実味を帯びる中で武装化案が急浮上。装甲強化と武装の追加により実戦投入可能なレベルとなるが、フレーム強度に難があり、あらためて純粋な軍用機であるガザCとして再設計されたとされる。

## バリエーション

### ガザC II
模型雑誌『ホビージャパン』の連載企画『MOBILE SUIT in ACTION ジオンの星』第4回に登場。
ガザCとガザDの中間的な機体とも言われるが、ナックル・バスターは廃され、代わりに両腕のシールドに新開発のビーム砲（出力3.2MW）が装備されている。このためジェネレーターにも若干の改良が加えられている。なお、ビーム・サーベルはガザCと同じ出力0.4MW。
試作機であるため生産数はきわめて少なく、ネオ・ジオン軍の地球侵攻作戦に参加した5機が確認されるのみである。

### ガザC改
漫画『ダブルフェイク アンダー・ザ・ガンダム』に登場。名称および型式番号は『EBアクシズ戦争編』が初出であり、作中では単に「ガザC」と呼ばれる。
テロ組織「カラード」が入手したガザCを改良した機体。MA形態時の操縦性向上のためにコックピットが機首部分に移設され、有視界行動が可能となっている。基本武装に変更はないが、格闘戦能力向上のため各所に改良が見られる。機首ビーム砲の基部が旋回可能となりMS形態でも使用可能となったため、原型機より火力も向上している。また、作戦によりナックル・バスター以外の各種兵装にも換装可能であり、MS形態の設定画ではバズーカを携行している。カラーリングはピンクを基調に、一部白とグレーで塗り分けられている。
作中ではカラードの主力として多数登場。シールドに役割通り「斥候」と記された機体も見られる。また、両側にナックル・バスターを装備した「ガザC“ダブルバスター”」も登場する。
ゲーム『SDガンダム GGENERATION-ZERO』および『SDガンダム GGENERATION-F』にも登場。MS・MA形態のいずれもバズーカをナックル・バスターとして使用しており、また設定と異なりビーム砲（ビーム・ガン）はMA形態でしか使用できない。

### ガザCZ（シーズ）
スマートフォンゲームアプリ『機動戦士ガンダム U.C. ENGAGE』に登場するゲームオリジナルMS。メカニックデザインは瀧川虚至。
ズサの量産化により、第2線送りとなったガザCを爆撃支援機に転用する計画が立案される。急造ながらMA形態での機動性と火力を特化し、ナックル・バスターは外されて実弾装備に換装している。主兵装は右腕のガトリング・ガンと左腕の筒状コンテナに収納する6連装中型ミサイル・ポッド。これらは作戦内容によって組み替えが可能。ズサの肩部ミサイル・ポッドを流用し、強襲能力を向上。ただしグレミー・トトの反乱により、第一次ネオ・ジオン抗争ではほとんど確認されていない。頭部形状も通常のガザCとは異なる。

### ガザM（マリンタイプ）
漫画『A.O.Z Re-Boot ガンダム・インレ-くろうさぎのみた夢-』に登場（型式番号：AMX-003M）。
ジオン残党組織「レジオン」による火星の制空権掌握を受けて、レジオンと対立するジオンマーズが開発した非可変の水中用MA。型式番号はガザC系列のものだが、実際にはガザAの改造機である。ガザAの胴体ユニットをベースとしつつ、クローアームや肩部バインダーにはガザDのパーツを改造した上で流用している。バインダーには水中用推進器とともに大型ミサイルポッドを、胴体中央下部にはアッグ用の4連装ミサイルランチャーを装備。また、センサー類もソナーなどの水中用のものに変更されている。水中での一撃離脱が基本戦術ではあるが、クローアームを脚部として用いることで陸上での活動も可能である。
作中にはサンド・アングラー級潜地空母「フォートアパッチ」の所属機が登場。ティターンズ残党との合同作戦である「輝ける星」作戦のために製造され、レジオンの氷河地下秘密基地攻撃に投入される。

### ガザT（ガザC複座練習機）
ゲームブック『機動戦士ガンダムΖΖ』シリーズに登場する複座練習機（型式番号：AMX-003T）。
大気圏突入テスト用にバリュートや観測用機器を取り付けられていたが、ナックルバスターをはじめ全武装は健在であり、主人公がヒロインを伴ってアクシズの艦から脱出する際に使用する。

### ガ・スタン
雑誌『B-CLUB』11号に掲載された機体。
旧式化したガザCを砲撃戦用に改修したもので、右肩に大型メガ粒子砲（原文では「メガ砲」）を装着している。作中では、2機がアクシズの兵器試験場で試射を行っている様子が描かれている。

## 発展機・系列機

### ガザD
『機動戦士ガンダムΖΖ』『機動戦士ガンダムUC』に登場。
ガザCの直系の後継機。MA形態での推力、MS形態での格闘戦能力、および総合的な火力が向上されている。可変機構もガザCを受け継いでいるが、砲撃モードへの変形がオミットされている。MA形態における機動性・格闘戦性能はビグロをはるかに凌ぐという。コックピットは頭部から胸部に移設、バインダーのマウントは前腕部から肩部に変更されるといった改良点も挙げられる。とはいえ基本構造はガザCと同じであるため、部分的変更のみで生産ラインを流用できることから、ガザCに代わるネオ・ジオン宇宙軍の主力MSとなっている。塗装は青とピンクを基調とした機体のほか、ガザCを踏襲したピンクと紫を基調としたものも確認できる。
武装
ミサイル・ランチャー
バインダー内に14連装と4連装（5連装）の2基ずつ装備。対MS用ミサイルAMS-01Hを搭載。MS・MA両形態で使用可能。
ビーム・サーベル
ガザCと同じくバインダー内側に格納される。出力0.9MW。
ナックル・バスター
ガザCのナックル・バスターの強化型で、出力8.5MW。砲口が円形で、長方形に近いガザCやガ・ゾウムのものと異なる。
ビーム砲
ガザCと同じく、MA形態時の機首に2門装備される。出力3.2MW。
メガ粒子砲
脚部クロー内に装備されるMA形態専用武装。
クロー
ガザCと同様に、脚部がMA形態時のクロー・アームとなる。
劇中での活躍
『機動戦士ガンダムΖΖ』第7話で、マシュマー・セロ麾下の「ガザの嵐」隊の乗機として登場。ファ・ユイリィの駆るΖガンダムに挑み、煙幕コンビネーション「ガザ・ストーム」などで見せ場は作るが、Ζガンダムのパイロットがジュドー・アーシタに交替したあとに撃退される。その後もガザDは劇中を通して一般兵用MSとして登場する。ムーン・ムーンではキャラ・スーンによって放たれた矢が腰にあたり、当たった部分をマニピュレーターで掻くという人間臭いしぐさを見せる。
『機動戦士ガンダムUC』では、ガザCと同様に緑系に再塗装、袖に装飾が施され、「袖付き」の拠点パラオの防衛戦力、また小説版ではテニスン艦隊の戦力として運用される。アニメ版ではジェガンのシールドでナックル・バスターを容易に防御されている。
漫画『機動戦士ガンダムF90 ファステストフォーミュラ』では、宇宙世紀0115年に宙賊がガザCとともに運用する2機が登場。特殊部隊「ファステストフォーミュラ」との交戦で撃破される。
デザイン
ラフデザインは永野護、クリーンアップは明貴美加。

#### ガザ・マリナー
『機動戦士ガンダムΖΖ』に登場する予定だったガザDの水陸両用型。
バリュートを使用し、大気圏突入後にそのまま水中戦へと移行できる機体で、カプールの随伴機としての登場が予定されていた。しかし、ストーリーの都合上、自力で大気圏突入するMSを登場させる必要性がなくなったため、第1稿のデザインが描かれるに留まった。なお、劇中でのカプールの随伴機としてはザク・マリナーが登場した。

### ガザE
雑誌企画『ガンダム・センチネル』やアニメ映画『機動戦士ΖガンダムIII A New Translation -星の鼓動は愛-』に登場。
ガザCの発展型。MA形態での戦闘力強化が行われている。ほかのガザシリーズと異なり、航行能力に主眼が置かれて設計された。そのためMS形態でのマニピュレーターおよび脚部は、通常のMSと比較して簡易なものとなっている。ガザシリーズの特徴でもある「ナックルバスター」は本機には採用されていない。
本機の特徴は、MA形態時に機体そのものがサブフライトシステムとして運用できる点であり、その背にMSを1機搭載することが可能である。だが、従来のガザシリーズとのパーツの共有度が低かったことからガザC、Dの生産ラインでの転用が利かず、生産数は他のガザシリーズに比べて多くはなかった（一部パーツはズサとの互換性があった）。ネオ・ジオンの内紛時にはほとんどの機体がハマーン側につき、サイド3防衛戦に投入されるが、モウサ激突時に投入されていた全機が失われる。
劇中での活躍
『ガンダム・センチネル』では「エミール」と呼ばれており、ニューディサイズによる反乱の際にニューディサイズ側へのアクシズからの間接援護として、「カエサル」（ガザC）と連携して“戦闘演習”の名目で停戦協定中の地球連邦軍α任務部隊の進路妨害を行う。
劇場版『機動戦士ΖガンダムIII -星の鼓動は愛-』では、グワダンの格納庫に1機が搭載されているが、塗装はグレーを基調としている。
漫画『機動戦士ガンダムΖΖ外伝 ジオンの幻陽』では、サイド1「エルドラド」攻略戦においてキャラ・スーン率いるランドラ隊へ配備される。
その他
『ガンダム・センチネル』における初期稿では、ガザEがデザインされるよりも前に「AMX－011 ガザG」というラフデザインが起こされている。

### ガ・ゾウム
『機動戦士ガンダムΖΖ』および『機動戦士ガンダムUC』に登場。
ガザ系の発展型だが、従来型とは異なる変形機能を持つ。従来のガザシリーズよりもMS形態での対MS戦を重視した性能付けがなされている。本機の大型バックパックはムービング・スラスターと呼ばれる物で左右計6基にスラスターが装備され、AMBAC肢としても機能する。MA形態は対艦・対要塞用の戦闘爆撃機として設計されており、火力・運動性ともに向上している。
当初は「ガザE」として開発されるが、試作機がロールアウトした時点で、その性能があらゆる面で従来のガザ・シリーズを上回ることから急遽「ガ・ゾウム」と改称されている。フレームからの新規設計機であるが、ガザC、ガザDとパーツの共有率が高かったという。
武装
ハイパー・ナックル・バスター
ガザCおよびガザDでは機体に接続されているが、本機ではジェネレーター直結型からEパック方式に変更され、携行武装となっている。出力は4.1メガワットと低くなっているが、速射が可能になっている。
ミサイル・ポッド
両肩に装備。セミ・アクティブ・ホーミング型のAMS-06Hを18発搭載する。「ミサイル・ユニット」とも呼ばれ、ほかのウェポン・ユニットとの交換が可能となっている。
ビーム・サーベル
ガザCおよびガザDと同型とされるが、出力は0.62メガワットと若干向上している。前腕部甲に収納されており、ビーム・ランチャーとしての使用も可能。
80ミリバルカン砲
2門装備とされるが、装備位置は不明。装弾数800発。
劇中での活躍
『ΖΖ』第17話で初登場。母艦を失った「エンドラ隊」のゴットン・ゴーが搭乗し、ΖΖガンダムと交戦するも軽微な損傷を受け撤退する。第20話では同隊のネル・マーセンが搭乗し、グラナダ上空でΖΖガンダムと交戦するが、ハイパー・ナックル・バスターを切断され、隙を見て撤退する。第21話でもネルが搭乗するが、時限爆弾を携えたセシリアに取り付かれたのに気付かず、新たな母艦となった輸送船ともども爆発する。
その後、劇中に登場する機体はわずかである。第39話では、サイド3の避難民を乗せた貨物船に隠されていた2機がネェル・アーガマの制圧を図るが、ジュドーのΖΖガンダムとモンド・アガケの百式によって撃破される。第43話では小惑星キケロの守備隊に1機が配備されている。
グレミーの反乱時は一機のみ、グレミー側にだけ登場する。もともとグレーである本機のカラーリングはグレミー軍においても変更されていない。
OVA版『UC』ではネェル・アーガマとの最終決戦に参加。ユニコーンガンダム（デストロイモード）に対しビーム・サーベルで接近戦を挑み、一時的にガンダムを押しこむが、至近距離からグレネードを打ち込まれ右肩を損傷する。小説版『UC』では、腕部に「袖付き」の装飾が施された機体がテニスン艦隊に配備されている。
デザイン
現場でも当初の名称は「ガザE (e)」であり、脚部デザインは変形ギミックも含めTTブレーンの、頭部は出渕裕のラフデザインをもとに、明貴美加がトータルデザインした。

#### ガ・ゾウム（後期量産型）
プラモデル『1/144 AMX-008 ガ・ゾウム』説明書に登場。
頭部形状が異なり、膝部にスラスターが追加されるなど各部が改修されている。

#### ガ・ゾウム（ガンナータイプ）
プラモデル『1/144 ガ・ゾウム』付属説明書が初出（型式番号：AMX-008B）。ゲーム『機動戦士ガンダム バトルオペレーション2』にも登場。
後期量産型をベースに、両肩のミサイル・ポッドを長遠距離狙撃用のビームランチャーとレドームに換装した機体。ナックルバスターはMA時にはレドームのある左側に装着する。

#### ガ・ゾウムマリンタイプ
企画・漫画『A.O.Z Re-Boot ガンダム・インレ-くろうさぎのみた夢-』に登場（型式番号：AMX-008M）。「ガ・ゾウム水中型」とも呼ばれる。
火星独立ジオン軍（ジオンマーズ）が運用する水陸両用MS。宇宙世紀0091年の火星において、レジオン軍の氷河地下秘密基地にて製造されているインレの奪還作戦「輝ける星作戦」に投入される。同作戦は火星に落ち延びたティターンズ残党とジオンマーズの合同作戦であり、本機の任務はインレを操縦可能なティターンズの強化人間を氷河地下基地に送り込むこととなっている。
当時の火星戦線では、レジオンの運用する「インレの翼」によってジオンマーズは制宙権と制空権を奪われており、製造中であったガ・ゾウムなどの宇宙用の機体はそのまま死蔵された状態であったが、同作戦が実行に移されるにあたり、モビルポッドをベースとするガザ系機体の優れた気密性が注目され、これを水中用に改修した本機が急遽投入されることとなる。
機体構造としては、ズゴック系やハイゴッグを思わせる形状に換装された上半身が最大の特徴である。一方で下半身はガ・ゾウムの構造をほぼ維持しているが、腰部装甲にわずかの形状の違いが見られるほか、接地面積を増すためと思われるハイゴッグのような補助パーツが脚部接地部に増設されている点、MA形態での脚部展開機構をMS形態でも展開状態で維持している点が原型機と異なる。これら改修点により全体のシルエットがさらにハイゴッグに近づき、一見してガザ系機体であるとは分かりにくい様相を呈している。また水中用MSとしては、MA形態が水中での高速移動形態として有効活用されていることが特筆すべき点である。
しかし、本機はゲリラ活動下で急造されたMSであったため、気密性に問題を抱えており、さらに水中で変形や格闘戦を行った際のフレーム強度の問題から、本来であれば一出撃ごとの整備が必要であった。しかしインレ強奪ないしは破壊という作戦目的の性格上、長時間の戦闘や遠距離砲撃などは考慮されておらず、敵防衛網の強行突破と基地強襲という特攻兵器的な使用が前提となっていたため、一度の出撃で使い捨てるかたちでの投入となる。
なお、サンド・アングラー級潜地空母「フォートアパッチ」所属MS部隊の指揮官である猛牛コルトの専用機は、胴体部の形状が一般仕様とは異なり、格闘戦能力と装甲を強化した、よりズゴックに近い形状のものになっている。

### ガザG
宇宙世紀0092年を舞台とする漫画『機動戦士ムーンガンダム』に登場。ただし作中への登場に先行して、2020年発行の書籍『機動戦士ガンダム 新訳MS大全集 U.C.0092-0169編』に掲載されたのが初出。メカニックデザインは刑部一平で、ストーリー担当の福井晴敏からの「リュース部隊の量産機はガザ系で」との発注による。
従来のガザ・シリーズからコックピットに改良がほどこされており、新兵でも扱いやすい直感的な作りとなっている。MA形態では重力下でもバインダーの上部に僚機を積載可能なサブフライトシステムとしてのほか、要爆撃機としても運用できる。簡易量産型であり、コスト低減のため小型で装甲も薄いが、火力は同時代の主力機にも劣らない。ガザ系の生産ラインを流用しているため整備性が非常に高く、必要に応じて生産数を増やすことも容易である。カラーリングは濃淡グリーンを基調とする。
シャア・アズナブル率いる新生ネオ・ジオン軍とは別派閥であるネオ・ジオン過激派（ザビ派）のリュース艦隊の主力機として配備され、メドゥッサやギガッザムなどの大型MAと編隊を組んで運用されている。

### ガザW
漫画『ダブルフェイク アンダー・ザ・ガンダム』に登場（型式番号：AMX-016）。"W" は「ウィラ」と読む。作中登場版のデザインは作者のうしだゆうじによるが、のちに「MS90'S」（ガザBを参照）で福地がリファインしたカラー画稿（ゲルググ顔のジオン製ギャプランというイメージ）が掲載された。カラーリングはライト・グリーンを基調とする。福地は、時代遅れとなったガザのMA形態時の高性能化を図った機種であろうとしており、ガザ系というよりドーガ系に近いと述べている。ゲーム『SDガンダム GGENERATION-F（GジェネF）』登場時は福地版のデザインをもとにしているが、カラーリングは黒と紫を基調とする。
ガザ系の最終型といわれる可変重MS。両肩のシールド・バインダーには熱核ジェット / ロケット・エンジンが搭載され、大気圏内の飛行も可能となっている。バックパックにはビーム・キャノン兼バーニア・スタビレーターを2基装備。股間には対地レーダー・システムを装備する。新生ネオ・ジオン軍からカラードに供与される。武装は、『GジェネF』では作中の携行火器と同じデザインのものを装備、「ナックル・バスター」とされるが作中同様連射している。ビーム・サーベルも装備しており、ゲームでは変形機能はないものの敵機に接近する際にはMA形態に変形している。
作中での活躍
カラードの構成員ディーマッドの乗機として、サイド2のコロニーに侵入し連邦軍部隊と交戦、敵の増援を機に後退する。その後、カラードが過激派と穏健派に分裂した後に前者として新生ネオ・ジオン軍の部隊と合流し、穏健派であるリーダーのエルデスコ・バイエのザクIII後期型と一期討ちを繰り広げる。

## その他の機体
ガザ・H（ハンニャ）
漫画『Gの影忍』に登場するMS忍者。原型機はガザDで、MA形態がその名の通り般若の面を模したものになっている。
ガザX
雑誌上のパロディ企画『機動戦士Oガンダム 光のニュータイプ』に登場する可変MS（型式番号：NNT-01）。作中に登場する勢力「スーパー・ジオン」の主力機とされている。武装はナックルバスター。
ガザ
雑誌企画『TYRANT SWORD Of NEOFALIA』で設定されたMS。名称は「ガザ」であるが、機体形状はガザシリーズとは異なるマッシブな人型となっている。宇宙世紀0087年時にはアクシズにて開発中とされている。なお、『TYRANT SWORD』は『機動戦士Ζガンダム』などの公式作品とはMSの開発状況などの設定が異なっている。